# تشارلي مورو
تشارلي مورو (بالإنجليزية: Charlie Morrow)‏ هو فنان صوت ‏ ومنتج أسطوانات وملحن أمريكي، ولد في 9 فبراير 1942.

## وصلات خارجية
- الموقع الرسمي
- تشارلي مورو على موقع IMDb (الإنجليزية)
- تشارلي مورو على موقع ميوزك برينز (الإنجليزية)
- تشارلي مورو على موقع ديسكوغز (الإنجليزية)